# ドゥカティ・851

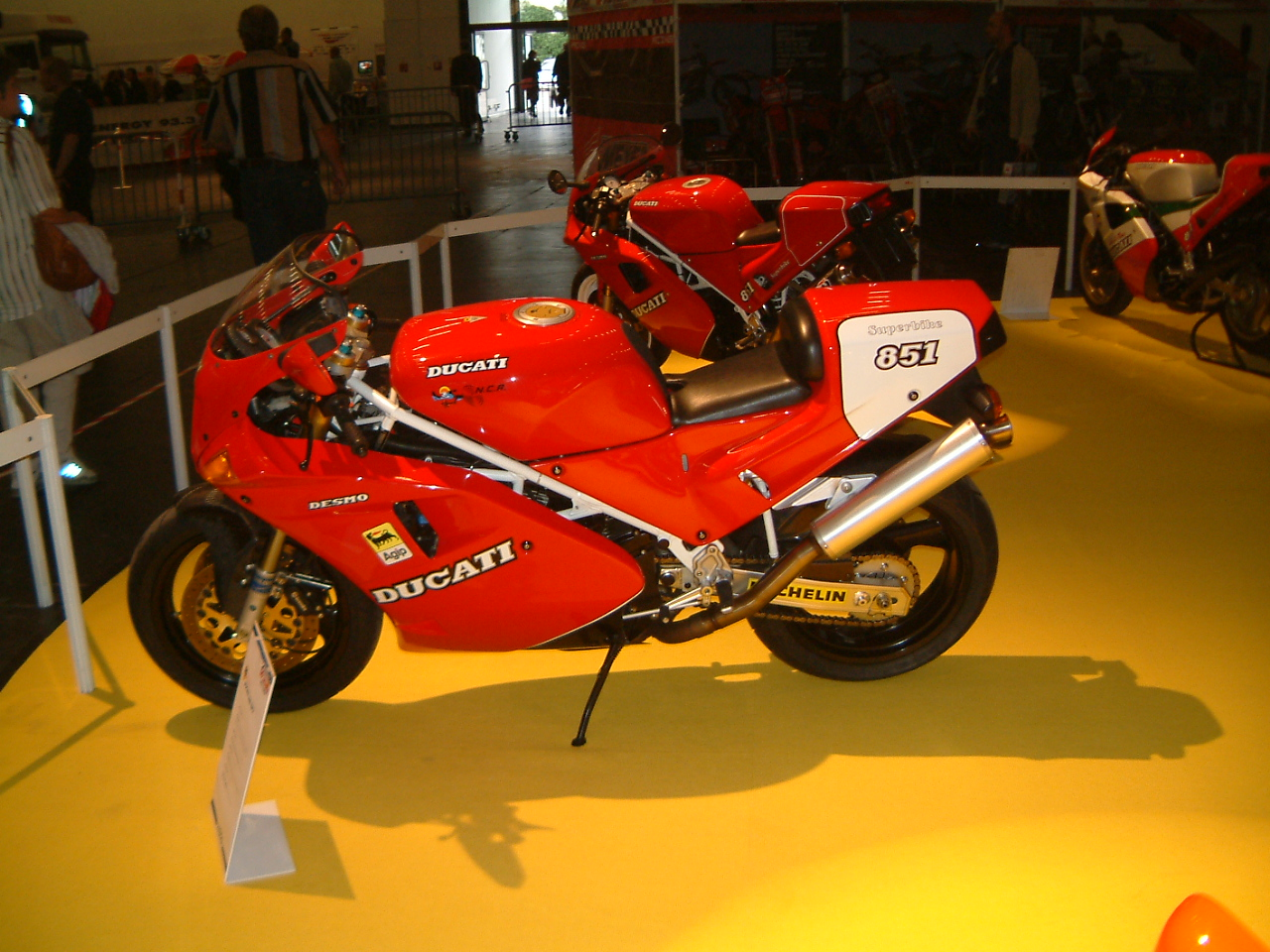
851SP3

ドゥカティ・851とは、ドゥカティがかつて製造販売していたオートバイの車種である。1988年から1994年まで販売された。本頁では、851の発展形である888についても述べる。
このシリーズの別名でもある「スーパーバイク」には、「スーパーバイク世界選手権のための車種」といった意味が込められている。

## 概要
それまでの750F1に代わる次期旗艦車種を模索していたドゥカティは、1985年頃から開催の兆しがあったスーパーバイク世界選手権への出場を見据えて、新規車種の開発をはじめる。
この新車種ではレースでの成功が最重要課題とされた。ドゥカティはこれまでも、レースでの成功を販売成績に繋げてきた実績がいくつもあったからである。そして新車種には、当時の主任技師ファビオ・タリオーニの右腕だったマッシモ・ボルディ(後の主任技師)が構想していた水冷、4バルブ、燃料噴射というドゥカティとして新機軸となる機構を盛り込んだ新世代エンジンが搭載されることとなった。
最初の試作機は1986年に登場した、750F1の「パンタエンジン」を基としたレース用車両である。排気量こそ748ccながら水冷4バルブ化されたエンジンを搭載するこのレース用車両は、初戦となる1986年のボルドール24時間耐久レースでは15時間目にリタイアという成績だったが、その後も開発を重ねて851ccまで排気量を拡大され、1987年のデイトナBOTTレースで優勝する。そしてその年のミラノショーで試作型が発表、翌1988年より販売が開始された。
851が販売開始された1988年から開幕したスーパーバイク世界選手権に、ドゥカティは早速851で参戦する。初年度の開幕戦から優勝するという素晴らしい滑り出しから、徐々に車両の改良を重ねながら速さを増していき、1990年の初の年間優勝から1992年まで3年連続の年間優勝など、素晴らしい成績を打ち立てる。そうしたレース活動を通じて851とその発展形の888は開発と改良が続けられ、それらの結果は市販車へも反映、年を追うごとに各部に変更が加えられた。そして1994年には、レースでの更なる戦闘力を求めてエンジンと車体の双方を全面的に刷新した後継車種916が登場、851シリーズはその役目を終えて販売を終了した。

## 車両解説
851シリーズは、ドゥカティで水冷4バルブエンジンを搭載する初のシリーズであり、レース活動を見据えて開発されたドゥカティの新たな旗艦車種でもあった。そのエンジンや車体には多くの新機構が盛り込まれ、年を追うごとに各部が改良されていったが、ここではほぼ全年式に共通する主な特徴を挙げる。
エンジンは水冷4ストロークデスモドロミックDOHC4バルブ90度V型2気筒という、ドゥカティ伝統の「Lツイン」でありながら新機構を多く盛り込んだものとなっている。特に、コスワース社の助言を得てDOHC4バルブ化されたシリンダーヘッドは、ただでさえ複雑になりがちなデスモドロミックでマルチバルブ化に成功したという点で、ドゥカティのその後の進路を方向づけたともいえる。また、当初750F1のものを流用していたクランクケースは開発途上で強度不足などの問題が判明し、新たに高強度のクランクケースが新造された。この新造クランクケースのお陰で従来では5段が限界だった変速機を6段まで搭載可能となり、後の排気量拡大にも対応できた。吸気方式には、当時オートバイではまだ珍しかった電子制御式燃料噴射をいち早く採用しており、これもドゥカティ初採用の機構として851シリーズの特徴となっている。排気系はパゾと同様の十文字形2-1-2の集合方式が採用された。
車体にも多くの新機軸が盛り込まれた。フレームは、形式としては750F1と同じ鋼管トレリスフレームながら、トラスの組み合わせ方を刷新して剛性が向上している。なおシートレールはメインフレームとは別体式とされる。前側サスペンションは、当初は正立式フロントフォークを採用、途中から倒立式を採用するようになる。後ろ側は全年式を通じて、ショックユニットをフルフローティングマウントとしたベルクランク型アッパーリンク式が採用された。なお、このベルクランク自体とそれをスイングアームへ連結するヨークには調整機構があり、ショックユニットとは別に車高やリンク比を調整できるようになっている。

## モデル一覧
851シリーズは、レース出場のためのホモロゲーション車種という性格もあって、毎年のように各部に改良が加えられていった。そのために年式ごとの違いが多く、それに加えて高性能限定版やレース仕様といった特別版も存在するために、それぞれの違いは非常に複雑である。ここでは主に、公道仕様である通常版(ストラーダ)と高性能限定版(SPシリーズ)について述べる。

### 851(1988年)

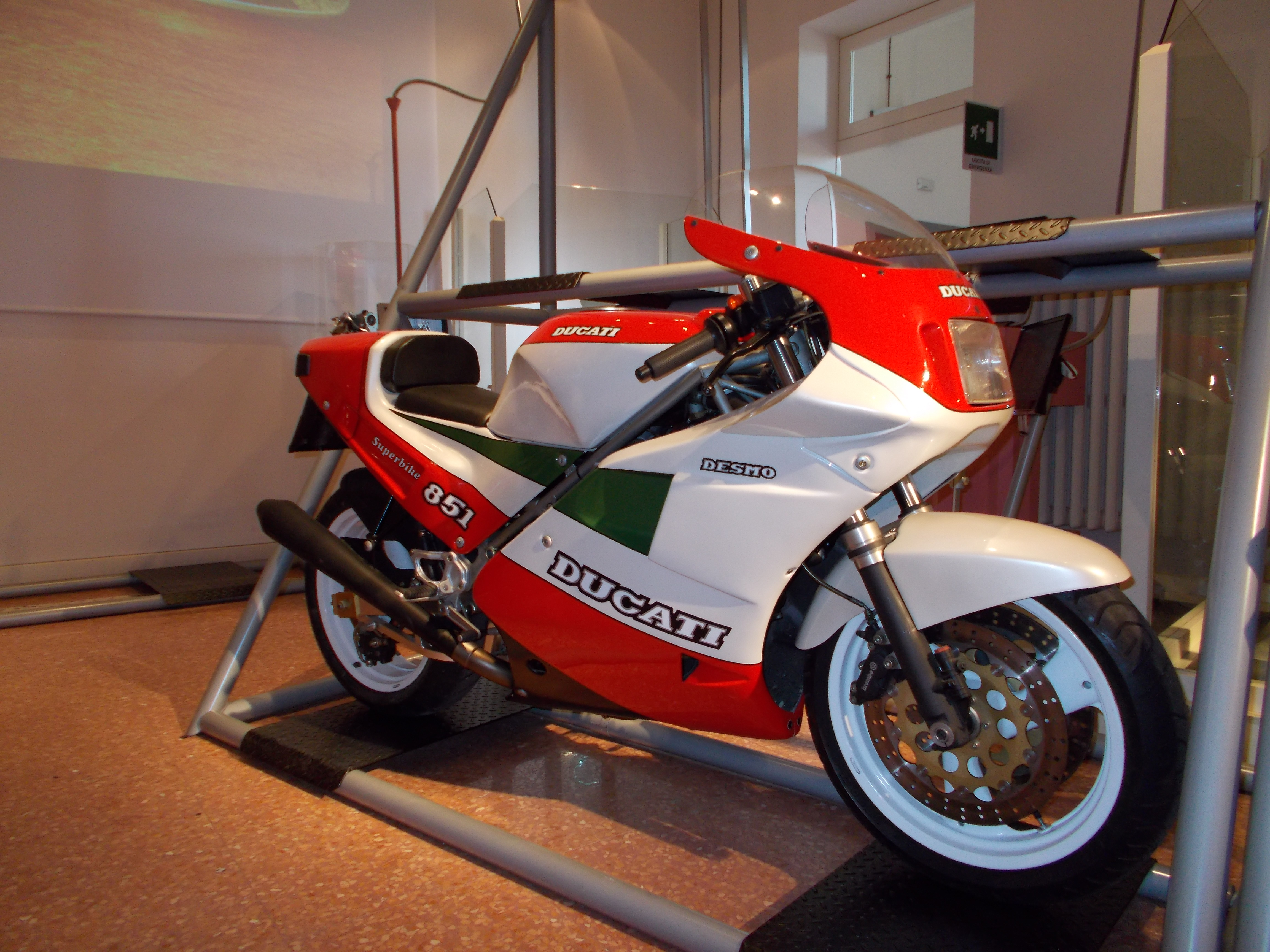
851キット(レーシング)

851として最初に登場した車種であり、1988年のみ販売された初期型(1型)である。公道仕様の851ストラーダ(Strada)は300台限定の生産で、その他にホモロゲーション資格獲得のためのレース仕様851キット(レーシング)が限定207台として存在した。
エンジンは吸排気バルブがそれぞれ吸気32mm径に排気28mm径、シリンダーボア92mmにピストンストローク64mmとショートストローク型で排気量851ccとされ、圧縮比が10.4:1で最大出力は102ps、最大トルクは8.7kg-mとされた。ウェーバー・マレリ製の燃料噴射は50mm径スロットルボディと1気筒あたり2個のインジェクターを持ち、ストラーダでも1気筒あたり2個装備されるのはこの年式のみの特徴となっている。また、冷却水経路の一部にフレームを利用するのも1型の特徴で、サイレンサー形状もこの1型のみ750パソと同じタイプとされた。
車体については、キャスター角27.5度を持つフレームは銀色に塗装され、メインスパーなかほどにはねじれ剛性を高める目的で左右を繋ぐ補強パイプが設けられていた。カウルや燃料タンクなどの外装は、塗色がイタリア国旗の赤白緑の3色に塗り分け(トリコロール)とされた。なお、カウルは後年式よりやや大柄で、パゾと同様のウィンカーが一体化したミラーを採用、前輪を覆うフェンダーも深めの外観、アルミ製の燃料タンクも後年式よりやや大柄で容量は22Lとされた。ホイールは前後16インチで、寸法が前輪130/60-16に後輪160/60-16のラジアルタイヤを採用、ブレーキは前後ともディスクブレーキ、前側はオフセット量の多い750F1系の280mm径のフローティング式ダブルディスクにブレンボ製同径対向4ピストンキャリパー、後ろ側は260mm径のフローティング式シングルディスクにブレンボ製対向2ピストン式キャリパーが採用された。サスペンションは前側に41.7mm径のマルゾッキ製正立式を採用、後ろ側もマルゾッキ製の全調整式が採用された。なお、1型はストラーダでも座席が一つだけの1人乗り仕様であり、車両乾燥重量は180kgとされた。
なお851キット(レーシング)では、エンジンは、吸気、排気ともレーシングAカム（別名SPカム）に変更や圧縮比が10.6:1、ベルリッキ製専用メガホンタイプマフラーで若干高められるなどして最大出力が121psとなっていた。車体では、前後17インチのマグネシウム製ホイールを採用し、タイヤは前輪12/60-17に後輪18/67-17のスリックタイヤを採用。スイングアームが下側に補強ブリッジが追加された形状となるという違いもあった。なお車両乾燥重量は175kgとストラーダより軽量になっている。

### 851(1989年)
851は登場翌年の1989年に早々と大幅に手を加えられて、851ストラーダ(2型)として販売される。なお、この年にはレース仕様として、排気量851ccの851SP1と851コルサ(レーシング)が存在した。
ストラーダのエンジンは排気量は同じながら圧縮比を11.0:1に高めてクランク軸で最大出力105ps/9,000rpmへ向上、ただし燃料噴射のインジェクターが1気筒あたり1個へ減らされ最大トルクは8.06kg-mと若干減少した。またこの年式から冷却水経路を一新して、フレームを冷却水通路の一部として使用しなくなる。なお、サイレンサーがアルミニウム製円筒形状となったのも、外観上の変更点として大きい。
851SP1(851cc)のエンジンは吸気バルブφ32→φ33、排気バルブφ28→φ29とし、圧縮比を11.5:1に上げるなどの変更を受け、クランク軸で122ps/10,000rpmとなっている。
車体では、まず外装が一新された。ミラーは前年のウィンカー一体型から単体の丸型となってアッパーカウル上部に取り付けられるようになり、カウルの塗色もトリコロールから赤を基調としたものへ変更された。フレームは白色に塗装され、キャスター角が3度立てられた24.5度となりトレールも105mmから95mmへ短縮、ホイールベースも30mm短い1430mmとなった。燃料タンクは材質は同じアルミ製ながら形状が変更され、容量が20Lへ減少した。バッテリー搭載位置がシートレール後端からエンジン右横へ移動して、前輪荷重が高められた。ホイールは前後17インチ化されてタイヤ寸法が前輪120/70-17に後輪180/55-17となり、ブレーキは前側がオフセット量の少ない320mm径のフローティング式ダブルディスクへ変更され、後ろ側が245mm径のリジッド式シングルディスクへ変更された。なお、ストラーダでも1人乗り仕様なのはこの年式までである。
- 851レーシング(888cc)

1988年レーシングをベースにエンジンは吸気バルブφ32→φ33、排気バルブφ28→φ29、排気量を851cc→888cc変更

### 851(1990年)
この1990年式より、公道仕様は通常版の851ストラーダ(3型)と、200台のみの高性能限定版851SP2という2種類が販売されるようになる。なお、前年のSP1はレース仕様で公道走行不可であったので、公道仕様としてのSP系はこのSP2からとなる。
ストラーダのエンジンは前年と同仕様の排気量851ccでインジェクターが1気筒あたり1個のままであり、最大出力105ps/9,000rpmを発揮。SP2では車種名こそ851だが、シリンダーボアが94mmとなって排気量が888ccへ拡大され、最大出力109ps/10,500rpmを後輪で発揮した。他にも、851SP1同様吸排気バルブが1mmずつ拡大されて吸気33mm径に排気29mm径となり、インジェクターも1気筒あたり2個に増え、オイルクーラーが追加されたりしている。なおこの年式からクラッチレリーズが、車体右側クラッチカバーに内蔵される形式ではなく、車体左側に取り付けられたレリーズピストンからプッシュロッドを介してクラッチを作動させる形式へと変更された。この変更は、ストラーダおよびSP2の両方で行なわれている。
車体については、ストラーダが2人乗り仕様となったためにシートレールがスチール製となり強化され、後部座席とタンデムステップが追加された。SP2は1人乗り仕様とされ、アルミ製シートレールを採用された。以降、SP3/SP4/SPS/SP5までSP系はアルミ製シートレールになっている。
前後サスペンションがスウェーデンのオーリンズ社製になり、フロントはレース仕様とも言える42mm径倒立式(FG9050)へ変更された。851SP2はオーリンズのフォークを市販車に初めて採用したモデルだろう。リアにはオーリンズのDU8070を使っている。
ストラーダの前後サスペンションは前年を踏襲し、マルゾッキに変更はない。前後ホイールはブレンボ、タイヤはミシュラン・ハイスポーツ、そしてブレーキもブレンボに、ストラーダもSP2も前年のストラーダ(2型)を踏襲しており、大きな変更はない。

### 851(1991年)
1991年式も、公道仕様として通常版851ストラーダ(4型)と、約500台生産された高性能限定版851SP3の2種類が販売された。
ストラーダ(4型)のエンジンは前年と同様のまま、インジェクターが1気筒あたり1個で最大出力105ps/9,000rpm(後輪:91ps)を発揮。SP3も基本的には前年のSP2を踏襲しており、排気量888ccでインジェクターは1気筒あたり2個で最大出力128ps/10,500rpm(111ps:後輪）を発揮した。ただしストラーダとSP3の双方で、燃料噴射の特性など細部の熟成がはかられており、中速域のトルクやスロットルレスポンスが向上している。またSP3はサイレンサーをSP2よりも高い位置まで上げ、リアウインカー近くにエキゾーストエンドがある。
排気量やプログラムの違いのほかに、バルタイ、バルブのリフト量、クロスしたミッションなど、車体だけでない多くの魅力がマニアを引きつけていた。

車体については、ストラーダ(4型)からサスペンションが変更され、前側に41mm径ショーワ製倒立式フロントフォークが採用、後ろ側もショーワ製ショックユニットが採用された。またミラーは、同年にモデルチェンジした900SSと同等品となる、角型のビタローニ製へ変更された。SP3では、ミラーがストラーダと同じくビタローニ製に変更された他に、シートカウル側面に白色のゼッケンスペースを設け、サスペンションは前年のSP2と同様の前後オーリンズ製が採用された。

### 851/888(1992年)

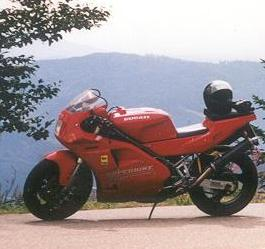
888

1992年式になると、通常版は851ストラーダ(5型)と851を名乗るが、高性能限定版は888SP4に888SPSと車種名が初めて888となった。
この年はストラーダもエンジンに手が加えられた。インジェクターは1気筒あたり1個のままながら、給排気バルブがそれぞれ1mmずつ拡大されてSP系と同じ吸気33mm径に排気29mm径となり、圧縮比は10.5:1へ下げられながらも最大出力は95ps(後輪計測)を発揮した。SP4では基本的に前年のSP3を踏襲しながら最大出力111psを発揮。SPSではSP4よりも更なる高性能を目指し、吸気34mm径に排気30mm径の大型吸排気バルブ、カムシャフト、H断面コンロッド、クランクシャフト、湾曲型ラジエター、テルミニョーニ製サイレンサーなど、レース仕様である888コルサの部品を随所に採用し、最大出力120ps(後輪計測)を発揮した。
車体については、この年式でまたもや外装が変更される。シートカウルがやや細身の形状に変わり、サイドカウルも細部の形状が変更され、センターカウル(シュウラド)が追加された。ストラーダではシートカウルに格納式のグラブバーも装備された。フレームも細部が改良され、ステアリングヘッド廻りの製造方法や、前側ステッププレートの取り付け部分の形状が変更されている。燃料タンクは前年までのアルミ製から一般的な鉄鋼製となり、上面前部にエア抜き用の凸部がある形状に変更され、容量が17Lとなった。タンクはSP4でも同様とされた。ただし、SPSのみカーボン(CFRP)製タンクが標準装備(日本向け正規輸入車ではアルミ製)とされ、同じく前側フェンダーもカーボン製とされた。ブレーキは前側にブレンボ製異径対向4ピストン式キャリパーが、ストラーダとSP4およびSPSに採用された。前後ホイールとタイヤや前後サスペンションは、ストラーダとSP4/SPSともに前年を踏襲している。

### 888(1993年-1994年)
この最終型となって、ようやく通常版も888ストラーダとなる。なお、高性能限定版888SP5は1993年のみの販売で、888ストラーダは1994年まで販売された。
前述の通りストラーダもこの年式になって排気量が888ccへ拡大された。インジェクターこそ1気筒あたり1個のままで最大出力は100ps(後輪計測)とそれほど向上していないが、前年までの851cc仕様と比べて低中速域で力強くなっている。また、エアボックス形状の変更、湾曲型ラジエターの採用や冷却経路の取り回し変更など、SP(コルサ)系の部品や手法がストラーダにも取り入れられ、燃料噴射の制御機器が新型へ進化したりしている。SP5は前年のSPSと同じ、シリンダーヘッドやカムシャフト、カーボン製サイレンサーなどの部品も採用。ストラーダと同じく新型の燃料噴射制御機器を採用し、最大出力118ps(後輪計測)を発揮している。
車体はストラーダでは前年とほとんど変わりはない。フレームは再び銀色塗装になり、前述のエアボックス形状変更に伴ってフレームの左右を繋ぐ補強パイプが省略された。前後ホイールとタイヤや前後サスペンション、前後ブレーキは前年を踏襲する。SP5では、前側サスペンションがオーリンズ製からショーワ製の全調整式へ、後ろ側ブレーキがフローティング式キャリパーマウントへ変更されている。